# Gare de Flåm
La gare de Flåm est une gare ferroviaire située au village de Flåm sur la commune d'Aurland dans le comté de Sogn og Fjordane (région Vestlandet).

## Situation ferroviaire
La gare de Flåm est la gare terminus au point kilométrique (PK) 20,20 (à 2 m d'altitude) de la ligne Flåmsbana de la gare de Myrdal à Flåm. La gare précédente est la halte de Lunden.

## Histoire
La ligne est officiellement ouverte le 1er août 1940 même s'il s'agit d'une ouverture temporaire effectuée avec une locomotive à vapeur. Le trafic voyageurs débute le 10 février 1941 et la mise en service de l'électrification de la ligne est effective le 24 novembre 1944.

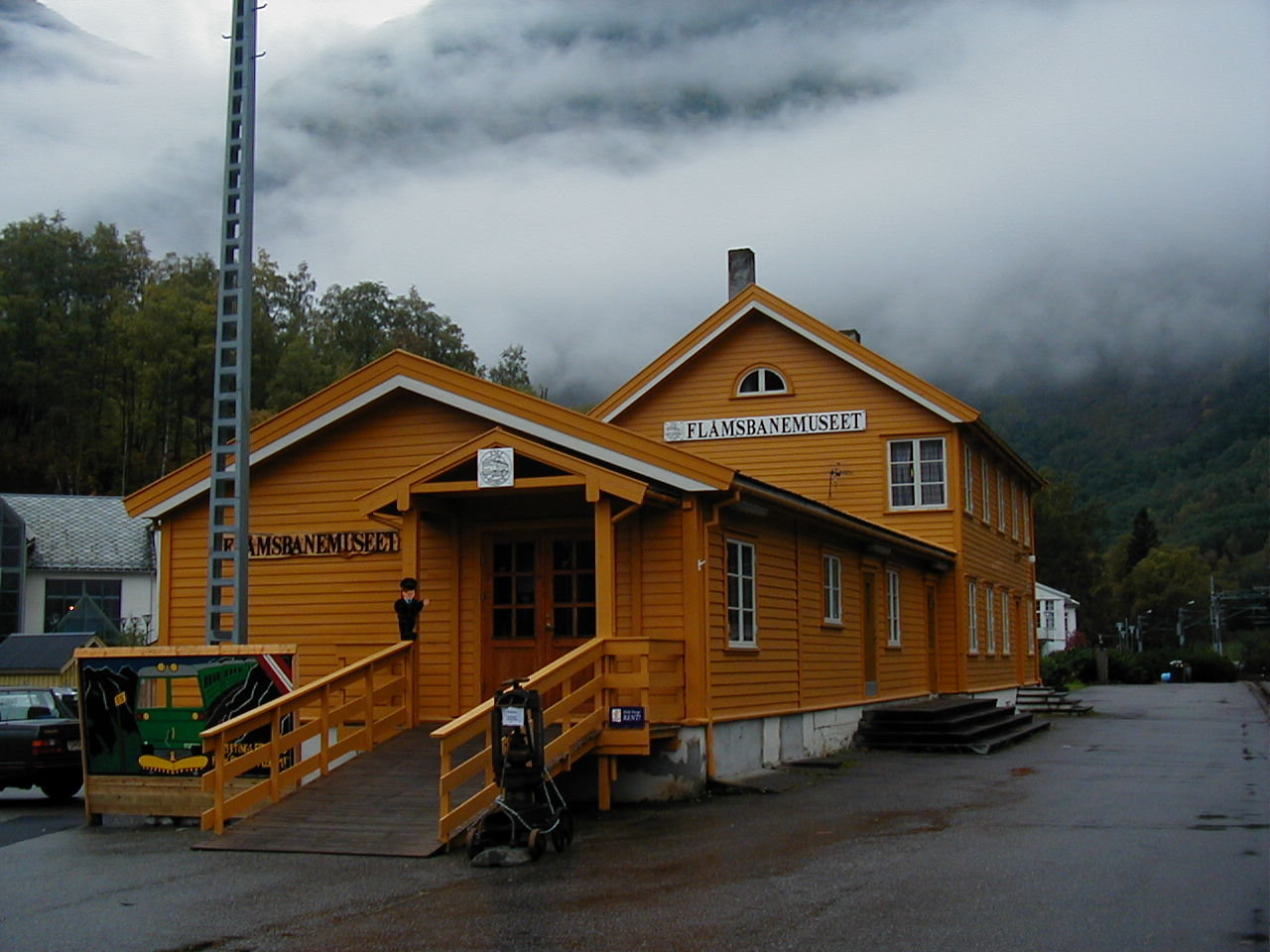
L'ancien bâtiment voyageurs devenu musée de la ligne.

La gare de Flåm est en service depuis l'ouverture de la ligne, mais le bâtiment voyageurs actuel est édifié et ouvert en 1992.

## Service des voyageurs

### Accueil
La gare dispose d'un bâtiment voyageurs avec guichet ouvert tous les jours. Elle est notamment équipée d'une salle d'attente, une consigne à bagages, de toilettes et d'une table à langer. un parc à vélo et un parking pour les véhicules sont aménagés. Un café est installé dans l'enceinte de la gare.

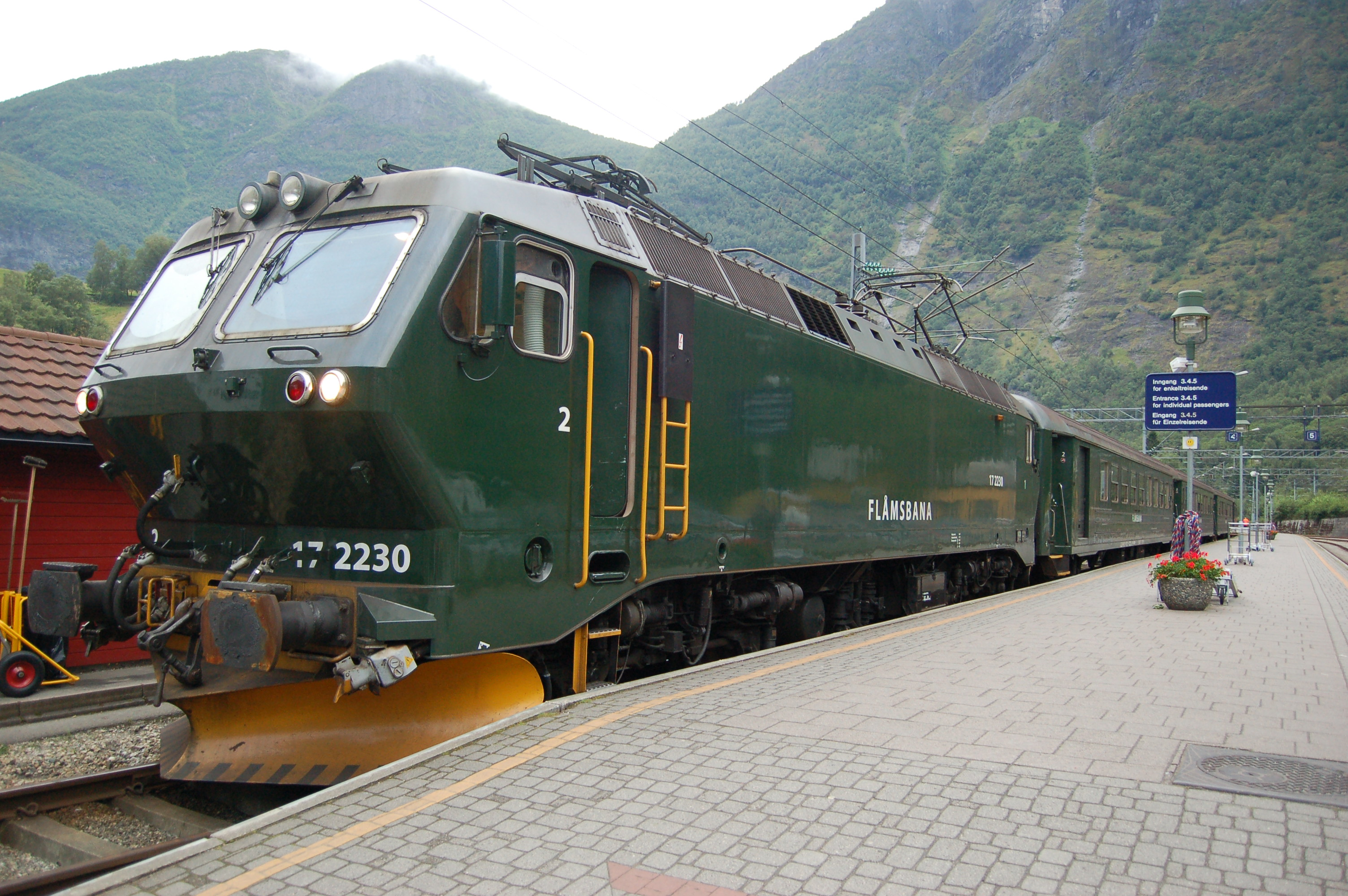
Un train en gare de Flåm.

### Desserte
Flåm est desservie chaque jour (nombre en fonction de la saison) par des trains venant et allant à la gare de Myrdal.

### Intermodalité
La gare permet d'accéder à d'autres moyens de transports : bus et taxi, mais aussi l'embarcadère des Ferry. À pied il est également possible d'accéder rapidement à des restaurants.